# REWE (cadena de supermercados)
Rewe (pronunciación en alemán: /ˈʁeːvə/) es una cadena de supermercados en Alemania y la marca principal de Rewe Group de sede en Colonia. El nombre viene de una abreviatura del nombre original "Revisionsverband der Westkauf-Genossenschaften" (unión de Auditoría para las Cooperativas Westkauf). Con aproximadamente 3,300 tiendas es la segunda cadena minorista de alimentos más grande en Alemania después de Edeka.
En 2011 la compañía empezó un servicio de entrega como prueba hecha en Fráncfort del Meno, la cual se fue expandiendo a ubicaciones por todas partes de Alemania. Rewe fue, en este sentido, pionera en el comercio en línea de alimentos en Alemania. A partir de 2015, han publicado planes para invertir más en su presencia en línea.
Sus productos de marca blanca se llaman "ja!" (''¡sí!'') como precio de descuento, "REWE Beste Wahl" (la mejor opción de REWE) como precio ''Normal'',  "REWE Feine Welt" (el buen mundo de REWE) como precio Alto, incluye productos especiales, "REWE Bio" para productos orgánicos, "REWE Regional" y "REWE para llevar".
El club 1. FC Köln (Bundesliga) está patrocinado por Rewe y su logo aparecerá en sus uniformes hasta el fin de la temporada 2020-2021.